# Giải bóng đá nữ vô địch U19 quốc gia 2019
Giải bóng đá nữ vô địch U19 quốc gia 2019 là giải bóng đá nữ dành cho lứa tuổi U19 ở Việt Nam. Đây là mùa giải thứ 13 do VFF tổ chức. Giải diễn ra theo hai lượt (lượt đi và lượt về) để tính điểm xếp hạng từ ngày 24 tháng 11 đến ngày 9 tháng 12 năm 2019 trên Sân vận động Hà Nam, Hà Nam.

## Các đội bóng
Tính đến ngày 23 tháng 11 năm 2019 trên trang chủ VFF.
- U19 nữ Hà Nội
- U19 nữ Thành phố Hồ Chí Minh
- U19 nữ Than Khoáng Sản Việt Nam
- U19 Phong Phú Hà Nam[3]

## Điều lệ giải đấu
Bốn Đội thi đấu vòng tròn hai lượt (lượt đi và lượt về) tập trung để tính điểm, xếp hạng:
- Tổng số điểm của các Đội;
- Thành tích đối đầu: Tổng số điểm, hiệu số của tổng số bàn thắng trừ tổng số bàn thua, tổng số bàn thắng;
- Hiệu số của tổng số bàn thắng trừ tổng số bàn thua, Tổng số bàn thắng;
- Bốc thăm (trong trường hợp chỉ có hai đội có các chỉ số trên bằng nhau và còn thi đấu trên sân thì sẽ tiếp tục thi đá luân lưu 11m để xác định đội xếp trên).[4]

## Kết quả chi tiết

### Vòng 1
| U19 Than Khoáng Sản Việt Nam | 1–2      | U19 Hà Nội                    |
| ---------------------------- | -------- | ----------------------------- |
| Nguyễn Thị Trúc Hương 66'    | Chi tiết | Nguyễn Thị Thanh Nhã 39', 74' |

| U19 Phong Phú Hà Nam | 1–1      | U19 Thành phố Hồ Chí Minh       |
| -------------------- | -------- | ------------------------------- |
| Trần Thị Thu Hồng 8' | Chi tiết | Trần Thị Hương Trà 48' (ph.l.n) |

### Vòng 2
| U19 Hà Nội                                              | 4–2      | U19 Thành phố Hồ Chí Minh                     |
| ------------------------------------------------------- | -------- | --------------------------------------------- |
| Ngân Thị Vạn Sự 61', 70', 90+2' · Trần Thị Hải Linh 80' | Chi tiết | Châu Ngọc Bích 5' · Nguyễn Thị Ngọc Duyên 81' |

| U19 Than Khoáng Sản Việt Nam | 2–2      | U19 Phong Phú Hà Nam                          |
| ---------------------------- | -------- | --------------------------------------------- |
| Trần Thị Thu Xuân 33', 43'   | Chi tiết | Trần Thị Thu Hương 52' · Hà Thị Ngọc Uyên 62' |

### Vòng 3
| U19 Thành phố Hồ Chí Minh                          | 2–2      | U19 Than Khoáng Sản Việt Nam                  |
| -------------------------------------------------- | -------- | --------------------------------------------- |
| Ngô Thị Hồng Nhung 45' · Nguyễn Thị Tuyết Ngân 68' | Chi tiết | Nguyễn Thị Trúc Hương 56' · Châu Thị Vang 76' |

| U19 Phong Phú Hà Nam | 0–0      | U19 Hà Nội |
| -------------------- | -------- | ---------- |
|                      | Chi tiết |            |

### Vòng 4
| U19 Hà Nội                                         | 2–0      | U19 Than Khoáng Sản Việt Nam |
| -------------------------------------------------- | -------- | ---------------------------- |
| Trần Thị Hải Linh 21' · Nguyễn Thị Thanh Nhã 45+2' | Chi tiết |                              |

| U19 Thành phố Hồ Chí Minh | 1–0      | U19 Phong Phú Hà Nam |
| ------------------------- | -------- | -------------------- |
| Nguyễn Thị Tuyết Ngân 59' | Chi tiết |                      |

### Vòng 5
| U19 Thành phố Hồ Chí Minh | 0–2      | U19 Hà Nội                                  |
| ------------------------- | -------- | ------------------------------------------- |
|                           | Chi tiết | Đặng Thanh Thảo 46' · Trần Thị Hải Linh 58' |

| U19 Phong Phú Hà Nam | 0–0      | U19 Than Khoáng Sản Việt Nam |
| -------------------- | -------- | ---------------------------- |
|                      | Chi tiết |                              |

### Vòng 6
| U19 Than Khoáng Sản Việt Nam | 1–1      | U19 Thành phố Hồ Chí Minh |
| ---------------------------- | -------- | ------------------------- |
| Nguyễn Thị Thúy 44'          | Chi tiết | Nguyễn Thị Tuyết Ngân 64' |

| U19 Hà Nội | 0–0      | U19 Phong Phú Hà Nam |
| ---------- | -------- | -------------------- |
|            | Chi tiết |                      |

## Bảng xếp hạng
| 1 | U19 nữ Hà Nội                   | 6 | 4 | 2 | 0 | 10-3 | +7 | 14 |
| 2 | U19 nữ Thành phố Hồ Chí Minh    | 6 | 1 | 3 | 2 | 7-10 | -3 | 6  |
| 3 | U19 nữ Phong Phú Hà Nam         | 6 | 0 | 5 | 1 | 3-4  | -1 | 5  |
| 4 | U19 nữ Than Khoáng sản Việt Nam | 6 | 0 | 4 | 2 | 6-9  | -3 | 4  |

## Tổng kết mùa giải
- Đội Vô địch: U19 Hà Nội
- Đội thứ Nhì: U19 Thành phố Hồ Chí Minh
- Đội thứ Ba: U19 Phong Phú Hà Nam
- Đội đạt giải phong cách: U19 Hà Nội
- Cầu thủ ghi nhiều bàn thắng nhất giải: Trần Thị Hải Linh (U19 Hà Nội), Nguyễn Thị Thanh Nhã (U19 Hà Nội), Ngân Thị Vạn Sự (U19 Hà Nội), Nguyễn Thị Tuyết Ngân (U19 Thành phố Hồ Chí Minh) vơi 3 bàn thắng
- Cầu thủ xuất sắc nhất giải: Ngân Thị Vạn Sự (U19 Hà Nội)
- Thủ môn xuất sắc nhất giải: Danh Thị Kiều My (U19 Thành phố Hồ Chí Minh)